# 24e conseil des ministres du Canada
Confédération canadienne
23e conseil des ministres 25e conseil des ministres
Le 24e conseil des ministres du Canada, communément appelé gouvernement Mulroney, est le gouvernement du Canada en place du 17 septembre 1984 au 25 juin 1993, soit durant la 33e et la 34e législature. Ce gouvernement fut dirigé par le Parti progressiste-conservateur du Canada.

## Composition

### 33elégislature

#### Composition initiale (17 septembre 1984)
Le premier ministre compose le 17 septembre un cabinet composé de 27 ministres (dont 4 femmes) et 11 ministres d'État (dont 2 femmes).
| Fonction                                                                    | Titulaire | Titulaire              | Parti |
| --------------------------------------------------------------------------- | --------- | ---------------------- | ----- |
| Premier ministre                                                            |           | Brian Mulroney         | PC    |
| Vice-premier ministre Président du Conseil privé de la Reine pour le Canada |           | Erik Nielsen           | PC    |
| Secrétaire d'État aux Affaires extérieures                                  |           | Joe Clark              | PC    |
| Ministre des Affaires indiennes et du Nord canadien                         |           | David Crombie          | PC    |
| Ministre de l'Agriculture                                                   |           | John Wise              | PC    |
| Ministre des Anciens combattants                                            |           | George Hees            | PC    |
| Ministre des Approvisionnements et Services                                 |           | Harvie Andre           | PC    |
| Ministre du Commerce extérieur                                              |           | James Kelleher         | PC    |
| Ministre des Communications                                                 |           | Marcel Masse           | PC    |
| Président du Conseil du Trésor                                              |           | Robert René de Cotret  | PC    |
| Ministre de la Consommation et des Affaires commerciales                    |           | Michel Côté            | PC    |
| Ministre de la Défense nationale                                            |           | Robert Coates          | PC    |
| Ministre de l'Emploi et de l'Immigration                                    |           | Flora MacDonald        | PC    |
| Ministre de l'Énergie, des Mines et des Ressources                          |           | Pat Carney             | PC    |
| Ministre de l'Environnement                                                 |           | Suzanne Blais-Grenier  | PC    |
| Ministre de l'Expansion industrielle régionale                              |           | Sinclair Stevens       | PC    |
| Ministre des Finances                                                       |           | Michael Wilson         | PC    |
| Ministre de la Justice Procureur général                                    |           | John Crosbie           | PC    |
| Ministre des Pêches et des Océans                                           |           | John Allen Fraser      | PC    |
| Ministre des Relations extérieures                                          |           | Monique Vézina         | PC    |
| Ministre du Revenu national                                                 |           | Perrin Beatty          | PC    |
| Ministre de la Santé nationale et du Bien-être social                       |           | Arthur Epp             | PC    |
| Secrétaire d'État du Canada                                                 |           | Walter Franklin McLean | PC    |
| Solliciteur général du Canada                                               |           | Elmer MacKay           | PC    |
| Ministre des Transports                                                     |           | Don Mazankowski        | PC    |
| Ministre du Travail                                                         |           | William McKnight       | PC    |
| Ministre des Travaux publics                                                |           | Roch LaSalle           | PC    |
| Ministres d'État                                                            |           |                        |       |
| Ministre d'État (Commission canadienne du blé)                              |           | Charles Mayer (en)     | PC    |
| Ministre d'État (Condition physique et sport amateur)                       |           | Otto Jelinek           | PC    |
| Ministre d'État (Finances)                                                  |           | Barbara McDougall      | PC    |
| Ministre d'État (Jeunesse)                                                  |           | Andrée Champagne       | PC    |
| Ministre d'État (Mines)                                                     |           | Robert Layton          | PC    |
| Ministre d'État (Multiculturalisme)                                         |           | Jack Murta (en)        | PC    |
| Ministre d'État (Petites Entreprises)                                       |           | André Bissonnette      | PC    |
| Ministre d'État (Ressources forestières)                                    |           | Gerald Merrithew (en)  | PC    |
| Ministre d'État (Tourisme)                                                  |           | Tom McMillan (en)      | PC    |
| Ministre d'État (Transports)                                                |           | Benoît Bouchard        | PC    |
| Ministre d'État chargé des Sciences et de la Technologie                    |           | Tom Siddon             | PC    |
| Fonctions parlementaires                                                    |           |                        |       |
| Leader du gouvernement à la Chambre des communes Ministre d'État            |           | Ray Hnatyshyn          | PC    |
| Leader du gouvernement au Sénat                                             |           | Dufferin Roblin        | PC    |

#### Remaniement (20 août 1985)
| Titulaire              | Avant le remaniement                        | Après le remaniement                        |
| ---------------------- | ------------------------------------------- | ------------------------------------------- |
| Harvie Andre           | Ministre des Approvisionnements et Services | Ministre associé de la Défense nationale    |
| Perrin Beatty          | Ministre du Revenu national                 | Solliciteur général du Canada               |
| Suzanne Blais-Grenier  | Ministre de l'Environnement                 | Ministre d'État (Transports)                |
| Benoît Bouchard        | Ministre d'État (Transports)                | Secrétaire d'État du Canada                 |
| Elmer MacKay           | Solliciteur général du Canada               | Ministre du Revenu national                 |
| Stewart McInnes        | Aucun                                       | Ministre des Approvisionnements et Services |
| Walter Franklin McLean | Secrétaire d'État du Canada                 | Ministre d'État (Immigration)               |
| Tom McMillan (en)      | Ministre d'État (Tourisme)                  | Ministre de l'Environnement                 |

#### Remaniement majeur (30 juin 1986)
Les noms en italique indiquent les ministres qui changent de portefeuille, en gras les nouveaux membres du cabinet.
| Fonction                                                                    | Titulaire | Titulaire          | Parti |
| --------------------------------------------------------------------------- | --------- | ------------------ | ----- |
| Premier ministre                                                            |           | Brian Mulroney     | PC    |
| Vice-premier ministre Président du Conseil privé de la Reine pour le Canada |           | Don Mazankowski    | PC    |
| Secrétaire d'État aux Affaires extérieures                                  |           | Joe Clark          | PC    |
| Ministre des Affaires indiennes et du Nord canadien                         |           | William McKnight   | PC    |
| Ministre de l'Agriculture                                                   |           | John Wise          | PC    |
| Ministre des Anciens combattants                                            |           | George Hees        | PC    |
| Ministre des Approvisionnements et Services                                 |           | Monique Vézina     | PC    |
| Ministre du Commerce extérieur                                              |           | Pat Carney         | PC    |
| Ministre des Communications                                                 |           | Flora MacDonald    | PC    |
| Président du Conseil du Trésor                                              |           | Robert de Cotret   | PC    |
| Ministre de la Consommation et des Corporations                             |           | Harvie Andre       | PC    |
| Ministre de la Défense nationale                                            |           | Perrin Beatty      | PC    |
| Ministre de l'Emploi et de l'Immigration                                    |           | Benoît Bouchard    | PC    |
| Ministre de l'Énergie, des Mines et des Ressources                          |           | Marcel Masse       | PC    |
| Ministre de l'Environnement                                                 |           | Tom McMillan       | PC    |
| Ministre de l'Expansion industrielle régionale                              |           | Michel Côté        | PC    |
| Ministre des Finances                                                       |           | Michael Wilson     | PC    |
| Ministre de la Justice Procureur général                                    |           | Ray Hnatyshyn      | PC    |
| Ministre des Pêches et des Océans                                           |           | Tom Siddon         | PC    |
| Ministre des Relations extérieures                                          |           | Monique Landry     | PC    |
| Ministre du Revenu national                                                 |           | Elmer MacKay       | PC    |
| Ministre de la Santé nationale et du Bien-être social                       |           | Jake Epp (en)      | PC    |
| Secrétaire d'État du Canada                                                 |           | David Crombie      | PC    |
| Solliciteur général du Canada                                               |           | James Kelleher     | PC    |
| Ministre des Transports                                                     |           | John Crosbie       | PC    |
| Ministre du Travail                                                         |           | Pierre Cadieux     | PC    |
| Ministre des Travaux publics                                                |           | Stewart McInnes    | PC    |
| Ministres associés                                                          |           |                    |       |
| Ministre associé de la Défense nationale                                    |           | Paul Dick          | PC    |
| Ministres d'État                                                            |           |                    |       |
| Ministre d'État                                                             |           | Roch LaSalle       | PC    |
| Ministre d'État (Commission canadienne du blé)                              |           | Charles Mayer (en) | PC    |
| Ministre d'État (Condition physique et sport amateur)                       |           | Otto Jelinek       | PC    |
| Ministre d'État (Finances)                                                  |           | Tom Hockin         | PC    |
| Ministre d'État (Jeunesse)                                                  |           | Jean Charest       | PC    |
| Ministre d'État (Forêts et Mines)                                           |           | Gerald Merrithew   | PC    |
| Ministre d'État (Immigration)                                               |           | Gerry Weiner       | PC    |
| Ministre d'État (Petites Entreprises et Tourisme)                           |           | Bernard Valcourt   | PC    |
| Ministre d'État (Privatisation)                                             |           | Barbara McDougall  | PC    |
| Ministre d'État (Relations fédérales-provinciales)                          |           | Lowell Murray      | PC    |
| Ministre d'État (Transports)                                                |           | André Bissonnette  | PC    |
| Ministre d'État chargé des Sciences et de la Technologie                    |           | Frank Oberle       | PC    |
| Fonctions parlementaires                                                    |           |                    |       |
| Leader du gouvernement à la Chambre des communes                            |           | Don Mazankowski    | PC    |
| Leader du gouvernement au Sénat                                             |           | Lowell Murray      | PC    |

#### Ajustement (11 août 1987)
- Michel Côté et Frank Oberle sont nommés ministre d'État (Sciences et Technologie) le 11 août 1987[16]. Le titre de Michel Côté est ensuite corrigé en ministre d'État chargé des Sciences et de la Technologie[17].

#### Remaniement (27 août 1987)
| Titulaire        | Avant le remaniement                                                        | Après le remaniement                                                                                       |
| ---------------- | --------------------------------------------------------------------------- | --- |
| Pierre Blais     | Aucun                                                                       | Ministre d'État (Agriculture)                                                                              |
| Michel Côté      | Ministre d'État chargé des Sciences et de la Technologie                    | Ministre des Approvisionnements et Services                                                                |
| Robert de Cotret | Président du Conseil du Trésor                                              | Ministre de l'Expansion industrielle régionale Ministre d'État chargé des Sciences et de la Technologie    |
| George Hees      | Ministre des Anciens combattants                                            | Ministre des Anciens combattants Ministre d'État (Troisième âge)                                           |
| Doug Lewis       | Aucun                                                                       | Ministre d'État (Conseil du Trésor)                                                                        |
| Don Mazankowski  | Vice-premier ministre Président du Conseil privé de la Reine pour le Canada | Vice-premier ministre Président du Conseil privé de la Reine pour le Canada Président du Conseil du Trésor |
| Monique Vézina   | Ministre des Approvisionnements et Services                                 | Ministre d'État (Transports)                                                                               |
| Charles Mayer    | Ministre d'État (Commission canadienne du blé)                              | Ministre d'État (Céréales)                                                                                 |

#### Ajustement (3 février 1988)
- Michel Côté démissionne du poste de ministre de l'Approvisionnement et des Services. Stewart McInnes le remplace à titre intérimaire.

#### Remaniement (31 mars 1988)
| Titulaire         | Avant le remaniement                                                                                  | Après le remaniement |
| ----------------- | --- | --- |
| Lucien Bouchard   | Aucun                                                                                                 | Secrétaire d'État du Canada |
| Benoît Bouchard   | Ministre de l'Emploi et de l'Immigration                                                              | Ministre des Transports |
| Pat Carney        | Ministre du Commerce extérieur                                                                        | Présidente du Conseil du Trésor |
| Jean Charest      | Ministre d'État (Jeunesse)                                                                            | Ministre d'État (Jeunesse) Ministre d'État (Condition physique et Sport amateur)                                                          |
| David Crombie     | Secrétaire d'État du Canada                                                                           | Quitte le cabinet |
| John Crosbie      | Ministre des Transports                                                                               | Ministre du Commerce extérieur |
| Otto Jelinek      | Ministre d'État (Condition physique et sport amateur)                                                 | Ministre des Approvisionnements et Services                                                                                               |
| Don Mazankowski   | Vice-premier ministre Président du Conseil du Trésor Leader du gouvernement à la Chambre des communes | Vice-premier ministre Leader du gouvernement à la Chambre des communes Ministre chargé de la Privatisation et des Affaires réglementaires |
| Barbara McDougall | Ministre d'État (Privatisation)                                                                       | Ministre de l'Emploi et de l'Immigration                                                                                                  |
| Stewart McInnes   | Ministre des Approvisionnements et Services (par intérim) Ministre des Travaux publics                | Ministre des Travaux publics |
| Gerry St. Germain | Aucun                                                                                                 | Ministre d'État (Transports) |
| Monique Vézina    | Ministre d'État (Transports)                                                                          | Ministre d'État (Emploi et Immigration)                                                                                                   |
| Gerry Weiner      | Ministre d'État (Immigration)                                                                         | Ministre d'État (Multiculturalisme) |

#### Ajustement (26 juin 1988)
- Bill McKnight est nommé ministre de la Diversification de l'Économie de l'Ouest[19]. Il conserve son poste de ministre des Affaires indiennes et du Nord canadien.

#### Remaniement (15 septembre 1988)
| Titulaire             | Avant le remaniement | Après le remaniement |
| --------------------- | --- | --- |
| Shirley Martin        | Aucun | Ministre d'État (Transports) |
| Don Mazankowski       | Vice-premier ministre Leader du gouvernement à la Chambre des communes Ministre chargé de la Privatisation et des Affaires réglementaires | Vice-premier ministre Leader du gouvernement à la Chambre des communes Ministre de l'Agriculture Ministre chargé de la Privatisation et des Affaires réglementaires |
| John Wise             | Ministre de l'Agriculture | Quitte le cabinet |
| John McDermid         | Aucun | Ministre d'État (Commerce extérieur) Ministre d'État (Habitation)                                                                                                   |
| Gerald Merrithew (en) | Ministre d'État (Forêts et Mines) | Ministre des Anciens combattants Ministre chargé de l'application de la Loi sur l'Agence de promotion économique du Canada atlantique                               |
| George Hees           | Ministre des Anciens combattants Ministre d'État (Troisième âge)                                                                          | Quitte le cabinet |
| Gerry St. Germain     | Ministre d'État (Transports) | Ministre d'État (Forêts) |
| Monique Vézina        | Ministre d'État (Emploi et Immigration)                                                                                                   | Ministre d'État (Emploi et Immigration) Ministre d'État (Troisième âge)                                                                                             |
| Gerry Weiner          | Ministre d'État (Multiculturalisme) | Ministre d'État (Multiculturalisme et Citoyenneté) |

#### Remaniement (8 décembre 1988)
À la suite des élections fédérales de 1988 où plusieurs ministres sortants sont battus, le premier ministre est dans l'obligation de nommer plusieurs ministres par intérim à partir du 8 décembre 1988 :
- Joe Clark est nommé ministre de la Justice et Procureur général par intérim en remplacement de Ray Hnatyshyn, défait dans Saskatoon—Clark's Crossing ;
- Otto Jelinek est nommé ministre des Travaux publics par intérim en remplacement de Stewart McInnes, défait dans Halifax ;
- Perrin Beatty est nommé solliciteur général par intérim en remplacement de James Kelleher, défait dans Sault Ste. Marie ;
- Lowell Murray est nommé ministre des Communications par intérim en remplacement de Flora MacDonald, défaite dans Kingston et les Îles ;
- Lucien Bouchard est nommé ministre de l'Environnement par intérim en remplacement de Tom McMillan, défait dans Hillsborough[note 3].

### 34elégislature

#### Composition initiale  (30 janvier 1989)
Les noms en italique indiquent les ministres qui changent de portefeuille, en gras les nouveaux membres du cabinet.
| Fonction,                                                                                               | Titulaire | Titulaire         | Parti |
| --- | --------- | ----------------- | ----- |
| Premier ministre                                                                                        |           | Brian Mulroney    | PC    |
| Vice premier-ministre Président du Conseil privé de la Reine pour le Canada Ministre de l'Agriculture   |           | Don Mazankowski   | PC    |
| Secrétaire d'État aux Affaires extérieures                                                              |           | Joe Clark         | PC    |
| Ministre des Affaires indiennes et du Nord canadien                                                     |           | Pierre Cadieux    | PC    |
| Ministre des Anciens combattants                                                                        |           | Gerald Merrithew  | PC    |
| Ministre des Approvisionnements et Services                                                             |           | Paul Dick         | PC    |
| Ministre du Commerce extérieur                                                                          |           | John Crosbie      | PC    |
| Ministre des Communications                                                                             |           | Marcel Masse      | PC    |
| Président du Conseil du Trésor                                                                          |           | Robert de Cotret  | PC    |
| Ministre des Consommateurs et des Sociétés                                                              |           | Bernard Valcourt  | PC    |
| Ministre de la Défense nationale                                                                        |           | Bill McKnight     | PC    |
| Ministre associé de la Défense nationale                                                                |           | Mary Collins      | PC    |
| Ministre de la Diversification de l'économie de l'Ouest canadien Ministre d'État (Céréales)             |           | Charles Mayer     | PC    |
| Ministre de l'Emploi et de l'Immigration                                                                |           | Barbara McDougall | PC    |
| Ministre de l'Énergie, des Mines et des Ressources                                                      |           | Jake Epp          | PC    |
| Ministre de l'Environnement                                                                             |           | Lucien Bouchard   | PC    |
| Ministre de l'Expansion industrielle régionale Ministre d'État chargé des Sciences et de la Technologie |           | Harvie Andre      | PC    |
| Ministre des Finances                                                                                   |           | Michael Wilson    | PC    |
| Ministre de la Justice Procureur général                                                                |           | Doug Lewis        | PC    |
| Ministre des Pêches et des Océans                                                                       |           | Thomas Siddon     | PC    |
| Ministre des Relations extérieures                                                                      |           | Monique Landry    | PC    |
| Ministre du Revenu national                                                                             |           | Otto Jelinek      | PC    |
| Ministre de la Santé nationale et du Bien-être social                                                   |           | Perrin Beatty     | PC    |
| Secrétaire d'État du Canada Ministre d'État (Multiculturalisme et Citoyenneté)                          |           | Gerry Weiner      | PC    |
| Solliciteur général du Canada Ministre d'État (Agriculture)                                             |           | Pierre Blais      | PC    |
| Ministre des Transports                                                                                 |           | Benoît Bouchard   | PC    |
| Ministre du Travail                                                                                     |           | Jean Corbeil      | PC    |
| Ministre des Travaux publics                                                                            |           | Elmer MacKay      | PC    |
| Ministres d'État                                                                                        |           |                   |       |
| Ministre d'État (Affaires indiennes et Nord canadien)                                                   |           | Kim Campbell      | PC    |
| Ministre d'État (Emploi et Immigration) Ministre d'État (Troisième âge)                                 |           | Monique Vézina    | PC    |
| Ministre d'État (Finances)                                                                              |           | Gilles Loiselle   | PC    |
| Ministre d'État (Forêts)                                                                                |           | Frank Oberle      | PC    |
| Ministre d'État (Habitation)                                                                            |           | Alan Redway       | PC    |
| Ministre d'État (Jeunesse) Ministre d'État (Condition physique et Sport amateur)                        |           | Jean Charest      | PC    |
| Ministre d'État (Petites entreprises et Tourisme)                                                       |           | Tom Hockin        | PC    |
| Ministre d'État (Privatisation et Affaires réglementaires)                                              |           | John McDermid     | PC    |
| Ministre d'État (Relations fédérales-provinciales)                                                      |           | Lowell Murray     | PC    |
| Ministre d'État (Sciences et Technologie)                                                               |           | William Winegard  | PC    |
| Ministre d'État (Transports)                                                                            |           | Shirley Martin    | PC    |
| Fonctions parlementaires                                                                                |           |                   |       |
| Leader du gouvernement à la Chambre des communes                                                        |           | Don Mazankowski   | PC    |
| Leader du gouvernement au Sénat                                                                         |           | Lowell Murray     | PC    |

#### Remaniement (23 février 1990)
Ce remaniement est marqué par la création de trois nouveaux postes de ministre :
- Ministre de l'Industrie, des Sciences et de la Technologie (en remplacement du poste de ministre de l'Expansion industrielle régionale qui est définitivement aboli) ;
- Ministre des Forêts ;
- Ministre des Sciences.

Dans les deux derniers cas, les postes nouvellement créés remplacement des postes de ministre d'État. Le remaniement est également marqué par la sortie du cabinet de Jean Charest, contraint à la démission, et le retour de Bernard Valcourt qui avait quitté le cabinet à l'été 1989. Kim Campbell est la première femme nommée ministre de la Justice et procureur général. Lucien Bouchard est également nommé officiellement lieutenant du Québec à l'occasion du remaniement même s'il occupait ces fonctions à titre non-officiel depuis 1988.
| Titulaire        | Avant le remaniement                                                                      | Après le remaniement                                                             |
| ---------------- | ----------------------------------------------------------------------------------------- | -------------------------------------------------------------------------------- |
| Harvie Andre     | Ministre des Consommateurs et des Sociétés Ministre de l'Expansion industrielle régionale | Leader du gouvernement à la Chambre des communes Ministre d'État                 |
| Pierre Blais     | Solliciteur général Ministre d'État (Agriculture)                                         | Ministre des Consommateurs et des Sociétés Ministre d'État (Agriculture)         |
| Benoît Bouchard  | Ministre des Transports                                                                   | Ministre de l'Industrie, des Sciences et de la Technologie                       |
| Pierre Cadieux   | Ministre des Affaires indiennes et du Nord canadien                                       | Solliciteur général                                                              |
| Kim Campbell     | Ministre d'État (Affaires indiennes et Nord canadien)                                     | Ministre de la Justice Procureur général                                         |
| Jean Charest     | Ministre d'État (Jeunesse) Ministre d'État (Condition physique et sport amateur)          | Quitte le cabinet                                                                |
| Jean Corbeil     | Ministre du Travail                                                                       | Ministre du Travail Ministre d'État (Transports)                                 |
| Marcel Danis     | Aucun                                                                                     | Ministre d'État (Jeunesse) Ministre d'État (Condition physique et sport amateur) |
| Doug Lewis       | Ministre de la Justice Procureur général                                                  | Ministre des Transports                                                          |
| Shirley Martin   | Ministre d'État (Transports)                                                              | Ministre d'État (Affaires indiennes et Nord canadien)                            |
| Frank Oberle     | Ministre d'État (Forêts)                                                                  | Ministre des Forêts                                                              |
| Thomas Siddon    | Ministre des Pêches et des Océans                                                         | Ministre des Affaires indiennes et du Nord canadien                              |
| Bernard Valcourt | Aucun                                                                                     | Ministre des Pêches et des Océans                                                |
| William Winegard | Ministre d'État (Sciences et Technologie)                                                 | Ministre des Sciences                                                            |

#### Remaniement (21 avril 1991)
Brian Mulroney procède à un remaniement d'ampleur le 21 avril 1991 concernant 22 ministres, avec notamment  le remplacement de Michael Wilson par Don Mazankowski au ministère des Finances et la nomination de Joe Clark comme ministre responsable des Affaires constitutionnelles.
| Titulaire         | Avant le remaniement                                                                                  | Après le remaniement                                                                                       |
| ----------------- | --- | --- |
| Perrin Beatty     | Ministre de la Santé nationale et du Bien-être social                                                 | Ministre des Communications                                                                                |
| Benoît Bouchard   | Ministre de l'Industrie, des Sciences et de la Technologie                                            | Ministre de la Santé nationale et du Bien-être social                                                      |
| Pauline Browes    | Aucun                                                                                                 | Ministre d'État (Environnement)                                                                            |
| Pierre Cadieux    | Solliciteur général                                                                                   | Ministre d'État (Jeunesse) Ministre d'État (Condition physique et sport amateur)                           |
| Jean Charest      | Aucun                                                                                                 | Ministre de l'Environnement                                                                                |
| Joe Clark         | Secrétaire d'État aux Affaires extérieures                                                            | Président du Conseil privé de la Reine pour le Canada Ministre responsable des Affaires constitutionnelles |
| Jean Corbeil      | Ministre du Travail Ministre d'État (Transports)                                                      | Ministre des Transports                                                                                    |
| John Crosbie      | Ministre du Commerce extérieur                                                                        | Ministre des Pêches et des Océans                                                                          |
| Marcel Danis      | Ministre d'État (Jeunesse) Ministre d'État (Condition physique et sport amateur)                      | Ministre du Travail                                                                                        |
| Robert de Cotret  | Ministre de l'Environnement                                                                           | Secrétaire d'État du Canada                                                                                |
| Monique Landry    | Ministre des Relations extérieures                                                                    | Ministre des Relations extérieures Ministre d'État (Affaires indiennes et Nord canadien)                   |
| Doug Lewis        | Ministre des Transports                                                                               | Solliciteur général                                                                                        |
| Shirley Martin    | Ministre d'État (Affaires indiennes et Nord canadien)                                                 | Ministre d'État (Transports)                                                                               |
| Marcel Masse      | Ministre des Communications                                                                           | Ministre de la Défense nationale                                                                           |
| Don Mazankowski   | Vice premier-ministre Président du Conseil privé de la Reine pour le Canada Ministre de l'Agriculture | Vice premier-ministre Ministre des Finances                                                                |
| Barbara McDougall | Ministre de l'Emploi et de l'Immigration                                                              | Secrétaire d'État aux Affaires extérieures                                                                 |
| Bill McKnight     | Ministre de la Défense nationale                                                                      | Ministre de l'Agriculture                                                                                  |
| Lowell Murray     | Leader du gouvernement au Sénat Ministre d'État (Relations fédérales-provinciales)                    | Leader du gouvernement au Sénat                                                                            |
| Bernard Valcourt  | Ministre des Pêches et des Océans                                                                     | Ministre de l'Emploi et de l'Immigration                                                                   |
| Gerry Weiner      | Secrétaire d'État du Canada Ministre d'État (Multiculturalisme et Citoyenneté)                        | Ministre du Multiculturalisme et de la Citoyenneté                                                         |
| Michael Wilson    | Ministre des Finances                                                                                 | Ministre de l'Industrie, des Sciences et de la Technologie Ministre du Commerce extérieur                  |

#### Remaniement (4 janvier 1993)
Brian Mulroney procède à un remaniement significatif le 4 janvier 1993 concernant 11 ministres, avec notamment la nomination de Kim Campbell à la Défense nationale, la première femme à être nommée à ce poste.
| Titulaire          | Avant le remaniement | Après le remaniement |
| ------------------ | --- | --- |
| Charles Mayer (en) | Ministre de la Diversification de l'Économie de l'Ouest canadien Ministre d'État (Céréales)                                      | Ministre de l'Agriculture |
| Robert de Cotret   | Secrétaire d'État du Canada | Quitte le cabinet |
| Bill McKnight      | Ministre de l'Agriculture | Ministre de l'Énergie, des Mines et des Ressources                                                                                                |
| Monique Vézina     | Ministre d'État (Emploi et Immigration)                                                                                          | Ministre des Relations extérieures Ministre d'État (Troisième âge) Ministre responsable de la Francophonie                                        |
| Tom Hockin         | Ministre d'État (Petites Entreprises et Tourisme)                                                                                | Ministre des Sciences Ministre d'État (Petites Entreprises et Tourisme)                                                                           |
| Monique Landry     | Ministre des Relations extérieures Ministre d'État (Affaires indiennes et Nord canadien) Ministre responsable de la Francophonie | Secrétaire d'État du Canada |
| Pierre Blais       | Ministre de la Consommation et des Affaires commerciales Ministre d'État (Agriculture)                                           | Ministre de la Justice Procureur général Ministre d'État (Agriculture)                                                                            |
| Mary Collins (en)  | Ministre associée de la Défense Ministre responsable de la situation de la femme                                                 | Ministre de la Diversification de l'Économie de l'Ouest canadien Ministre d'État (Environnement) Ministre responsable de la situation de la femme |
| Kim Campbell       | Ministre de la Justice Procureur général                                                                                         | Ministre de la Défense nationale Ministre des Anciens combattants                                                                                 |
| Gerald Merrithew   | Ministre des Anciens combattants                                                                                                 | Quitte le cabinet |
| Jake Epp           | Ministre de l'Énergie, des Mines et des Ressources                                                                               | Quitte le cabinet |
| Marcel Masse       | Ministre de la Défense nationale                                                                                                 | Quitte le cabinet |
| Pauline Browes     | Ministre d'État (Environnement)                                                                                                  | Ministre d'État (Emploi et Immigration) |
| Pierre H. Vincent  | Aucun | Ministre de la Consommation et des Affaires commerciales Ministre d'État (Affaires indiennes et Nord canadien)                                    |

## Conseils des ministres et membre du cabinet

### Par poste
- Premier ministre du Canada

1. 1984-1993 Brian Mulroney

- Ministre des Affaires indiennes et du Nord canadien

1. 1984-1986 David Edward Crombie
2. 1986-1989 William Hunter McKnight
3. 1989-1990 Pierre Cadieux
4. 1990-1993 Thomas Edward Siddon

- Ministre de l'Agence de promotion économique du Canada atlantique

1. 1988-1989 Gerald Stairs Merrithew
2. 1989-1991 Elmer MacIntosh MacKay
3. 1991-1993 John Carnell Crosbie

- Ministre de l'Agriculture

1. 1984-1988 John Wise
2. 1988-1991 Donald Frank Mazankowski
3. 1991-1993 William Hunter McKnight
4. 1993-1993 Charles James Mayer

- Ministre des Anciens combattants

1. 1984-1988 George Harris Hees
2. 1988-1993 Gerald Stairs Merrithew
3. 1993-1993 Kim Campbell

- Ministre des Approvisionnements et Services

1. 1984-1985 Harvie Andre
2. 1985-1986 Stewart McInnes
3. 1986-1987 Monique Vézina
4. 1987-1988 Michel Côté
5. 1988-1988 Stewart McInnes (Intérim)
6. 1988-1989 Otto Jelinek
7. 1989-1993 Paul Wyatt Dick

- Ministre du Commerce extérieur

1. 1984-1986 James Francis Kelleher
2. 1986-1988 Patricia Carney
3. 1988-1991 John Carnell Crosbie
4. 1991-1993 Michael Holcombe Wilson

- Ministre des Communications

1. 1984-1985 Marcel Masse
2. 1985-1985 Benoît Bouchard (Intérim)
3. 1985-1986 Marcel Masse
4. 1986-1988 Flora Isabel MacDonald
5. 1988-1989 Lowell Murray (Intérim)
6. 1989-1991 Marcel Masse
7. 1991-1993 Henry Perrin Beatty

- Président du Conseil du Trésor

1. 1984-1987 Robert René de Cotret
2. 1987-1988 Donald Frank Mazankowski
3. 1988-1988 Patricia Carney
4. 1988-1988 Michael Holcombe (Intérim)
5. 1988-1989 Douglas Grinsdale Lewis (Intérim)
6. 1989-1990 Robert René de Cotret
7. 1990-1993 Gilles Loiselle

- Président du Conseil privé

1. 1984-1985 Erik H. Nielsen
2. 1985-1986 Ramon John Hnatyshyn
3. 1986-1991 Donald Frank Mazankowski
4. 1991-1993 Charles Joseph Clark

- Ministre de la Consommation et des Affaires commerciales

1. 1984-1986 Michel Côté
2. 1986-1989 Harvie Andre
3. 1989-1989 Bernard Valcourt
4. 1989-1990 Harvie Andre (Intérim)
5. 1990-1993 Pierre Blais
6. 1993-1993 Pierre H. Vincent

- Ministre associé de la Défense nationale

1. 1984-1985 Vacant
2. 1985-1986 Harvie Andre
3. 1986-1989 Paul Wyatt Dick
4. 1989-1993 Mary Collins
5. 1993-1993 Vacant

- Ministre de la Défense nationale

1. 1984-1985 Robert Carman Coates
2. 1985-1985 Erik H. Nielsen (Intérim)
3. 1985-1986 Erik H. Nielsen
4. 1986-1989 Henry Perrin Beatty
5. 1989-1991 William Hunter McKnight
6. 1991-1993 Marcel Masse
7. 1993-1993 Kim Campbell

- Ministre de la Diversification de l'économie de l'Ouest canadien

1. 1988-1989 William Hunter McKnight
2. 1989-1993 Charles James Mayer
3. 1993-1993 Mary Collins

- Ministre de l'Emploi et de l'Immigration

1. 1984-1986 Flora Isabel MacDonald
2. 1986-1988 Benoît Bouchard
3. 1988-1991 Barbara Jean McDougall
4. 1991-1993 Bernard Valcourt

- Ministre de l'Énergie, des Mines et des Ressources

1. 1984-1986 Patricia Carney
2. 1986-1989 Marcel Masse
3. 1989-1993 Arthur Jacob Epp
4. 1993-1993 William Hunter McKgniht

- Ministre de l'Environnement

1. 1984-1985 Suzanne Blais-Grenier
2. 1985-1988 Thomas Michael McMillan
3. 1988-1989 Lucien Bouchard (Intérim)
4. 1989-1990 Lucien Bouchard
5. 1990-1990 Frank Oberle (père) (Intérim)
6. 1990-1990 Robert René de Cotret (Intérim)
7. 1990-1991 Robert René de Cotret
8. 1991-1993 Jean Charest

- Ministre de l'Expansion industrielle régionale

1. 1984-1986 Sinclair McKnight Stevens
2. 1986-1986 Donald Frank Mazankowski (Intérim)
3. 1986-1987 Michel Côté
4. 1987-1989 Robert René de Cotret
5. 1989-1993 Harvie Andre

- Ministre des Finances

1. 1984-1991 Michael Holcombe Wilson
2. 1991-1993 Donald Frank Mazankowski

- Ministre des Forêts

1. 1990-1993 Frank Oberle (père)

- Ministre de l'Industrie, des Sciences et de la Technologie

1. 1990-1991 Benoît Bouchard
2. 1991-1993 Michael Holcombe Wilson

- Ministre de la Justice et procureur général du Canada

1. 1984-1986 John Carnell Crosbie
2. 1986-1988 Ramon John Hnatyshyn
3. 1988-1989 Charles Joseph Clark (Intérim)
4. 1989-1990 Douglas Grinsdale Lewis
5. 1990-1993 Kim Campbell
6. 1993-1993 Pierre Blais

- Leader du gouvernement au Sénat

1. 1984-1986 Duff Roblin
2. 1986-1993 Lowell Murray

- Ministre du Multiculturalisme et de la Citoyenneté

1. 1991-1993 Gerry Weiner

- Ministre des Pêches et des Océans

1. 1984-1985 John Allen Fraser
2. 1985-1985 Erik H. Neilson (Intérim)
3. 1985-1990 Thomas Edward Siddon
4. 1990-1991 Bernard Valcourt
5. 1991-1993 John Carnell Crosbie

- Ministre des Relations extérieures

1. 1984-1986 Monique Vézina
2. 1986-1993 Monique Landry
3. 1993-1993 Monique Vézina

- Ministre du Revenu national

1. 1984-1985 Perrin Beatty
2. 1985-1989 Elmer MacIntosh MacKay
3. 1989-1993 Otto Jelinek

- Ministre de la Santé nationale et du Bien-être social

1. 1990-1993 William Charles Winegard
2. 1993-1993 Thomas Hockin

- Secrétaire d'État du Canada

1. 1984-1985 Walter Franklin McLean
2. 1985-1986 Benoît Bouchard
3. 1986-1988 David Edward Crombie
4. 1988-1989 Lucien Bouchard
5. 1989-1991 Gerry Weiner
6. 1991-1993 Robert René de Cotret
7. 1993-1993 Monique Landry

- Solliciteur général du Canada

1. 1984-1985 Elmer MacKay
2. 1985-1986 Perrin Beatty
3. 1986-1988 James Kelleher
4. 1988-1989 Perrin Beatty (intérim)
5. 1989-1990 Pierre Blais
6. 1990-1991 Pierre H. Cadieux
7. 1991-1993 Doug Lewis

- Ministre du Travail

1. 1984-1986 William Hunter McKnight
2. 1986-1989 Pierre H. Cadieux
3. 1989-1991 Jean Corbeil
4. 1991-1993 Marcel Danis

- Ministre des Travaux publics

1. 1984-1986 Roch LaSalle
2. 1986-1988 Stewart McInnes
3. 1988-1989 Otto Jelinek (Intérim)
4. 1989-1993 Elmer MacIntosh MacKay